# 天主教杜伊塔馬-索加莫索教區
天主教杜伊塔馬-索加莫索教區（拉丁語：Dioecesis Duitamensis-Sogamosensis）是哥倫比亞一個羅馬天主教教區，屬通哈總教區。
教區成立於1955年3月7日，位於博亞卡省東南部，教座位於杜伊塔馬。2006年有教友375,000人（佔轄區總人口95.2%）、六十二個堂區、114名司鐸。目前教區主教席位處於出缺狀態。